# 夏如芝
夏 如芝（シア・ルージー、チェリー・シア、Cherry Hsia、1982年11月12日 - ）は台湾の女優、モデル、ファッションデザイナー。本国・台湾のみならず中国本土や日本でも人気が高く、「台湾の常盤貴子」と呼ばれている。

## プロフィール
- 身長 - 170 cm
- 体重 - 48 kg
- 血液型 - A型
- 星座 - 蠍座
- 愛称 - 芝芝・芝姐・小乖乖・美女夏老板（以上中国圏での愛称）。台湾の常盤貴子（日本での愛称）。
- 言語 - 台湾語・中国語・広東語・日本語
- 籍貫 - 臺灣台北縣（台湾・新北市）
- 学歴 - 新北市私立淡江高級中學卒業

## 来歴
2020年3月、7歳年下の俳優 張捷と結婚した。
2020年5月、妊娠4ヶ月であると発表。
2020年9月29日、2020年9月12日に出産した第一子の分娩をYouTubeにアップした。
2021年6月21日、Facebookで第二子の流産を発表。

## 出演

### ドラマ
- 星に願いを（2003年）- レベッカ 役
- 國光異校（2006年）- 喵子 役
- 天使之翼（2007年）- 蘇曼音 役
- イケメン探偵倶楽部MIT（原題:霹靂MIT）（2008年）- 林雨潔 役
- 妻子們的戰爭（2010年）- 杜偉伶 役
- 真的漢子（2011年）- 杜偉伶 役
- スキップ・ビート!（原題:華麗的挑戰）（2011年）- 百瀬逸美 役
- 巔峰時代（2012年）- 宣宣 役
- 絶対彼氏。（原題:絕對達令）（2012年）- 羅美佳 役
- アリスへの奇跡（原題:給愛麗絲的奇蹟）（2012年）- 藍語書 役
- 花是愛（2012年）- 陳宜靜 役
- 剩女保鏢（2012年）- 丁雪翎 役
- 借用一下你的愛（Borrow Ur Love）（2013年）- 謝喜樂 役
- 美味的想念（A Hint of You）（2013年）- 馬可薰（Marko） 役
- 廉政英雄（Independent Heroes）（2013年）- 苑淑娟 役
- わたしのスイート・スター（原題:你照亮我星球）（2014年）- 李姐 役
- Love Cheque〜恋の小切手〜（原題：幸福兌換券）（2014年）- Rebecca 役
- マーフィーの愛の法則（原題：莫非，這就是愛情）（2015年）- 何小姐 役
- 華麗なる玉子様〜スイート♥リベンジ（原題：後菜鳥的燦爛時代）（2016年）- 黃佳茵 役
- 清風無痕（2017年）- 張似錦 役
- フズリナの記憶（原題：紡綞蟲的記憶）（2018年）- 蔓澤蘭 役
- 幸福 遲到了（2018年）- 李芝姿 役
- 鑑識英雄II 正義之戰（2019年）- 莉雅 役
- 三隻小豬的逆襲（2021年）- 苡心 役
- 婚姻結業式（2022年）- 張小雪 役
- 婚姻結業式2（2023年）- 張小雪 役

### バラエティ番組
- 新娛樂在線（上海廣播電視台）- 台湾での司会
- 旅行應援團（衛視中文台）- リポーター
- 電玩快打（緯來綜合台）- 司会（担当時期不明）
- NHKスペシャル『シリーズ故宮』（NHK総合。2014年6月28日、6月29日放送）- 番組ナビゲーター。谷原章介と共演。
- 勇闖日本秘境（中國電視公司）-司会

### 映画
- 鬼情書（2008年）- 王羽蝶 役
- 黑色童話（別題:拍賣春天）（2009年）- 何妞妞 役
- 为你而来（Come for You）（2011年）- 謝怡佳 役
- 孩子不壞（We Not Naughty）（2012年）- CK老師的妻子 役
- 請愛我的女朋友（Please Love Her）（2017年）- 秀秀 役

### PV
- 我要的幸福（孫燕姿、2000年）
- 深邃與甜蜜（張清芳、2002年）
- 還剩下些甚麼（蘇慧倫，羽·泉、2003年）
- 髮如雪（周杰倫、2005年）
- 臭男人（黄義達、2005年）
- 千里之外（周杰倫，費玉清、2006年）
- 觸摸（陳偉聯、2006年）
- 青花瓷（周杰倫、2007年）
- 蘭亭序（周杰倫、2008年）
- 最幸福的事（梁文音、2009年）
- 我不是你想像的那麼勇敢（梁文音、2009年）
- 浦东机场（康康、2009年）
- 寄生（吳克群、2010年）
- 心●洞（陳勢安、2011年）
- 我是鬼（自由發揮、2012年）